# Сила Шакти
«Сила Шакти» (телугу శక్తి, англ. Shakti) — индийский фильм на языке телугу с элементами фэнтези и боевика режиссёра Мехера Рамеша, премьера которого в Индии состоялась 1 апреля 2011 года.

## Сюжет
Айшвария — дочь министра внутренних дел Махедаврая. Из-за соображений безопасности он не позволяет ей отправиться в путешествие с друзьями. Но несмотря на запрет отца, ради путешествия она убегает из дома ночью. В начале своего пути она встречает проводника Шакти, который берёт группу в поездку по нескольким местам. Сначала она испытывает к нему неприязнь, потому что он пользуется любой возможностью, чтобы выудить у неё деньги. Но когда он спасает её, она влюбляется. Впоследствии несколько человек, которые преследуют Айшварию, наконец, находят её в Харидваре и пытаются убить Шакти. Но их план терпит неудачу, поскольку Шакти оказывается секретным агентом и ловит главаря нападавших. Когда Айшвария возвращается к отцу, он прощает её и спрашивает, взяла ли она ящик, в котором хранился святой камень. Когда она отвечает отрицательно, он говорит, что это важнее, чем его собственная дочь. Позже, когда Шакти идёт в храм, коробка выпадает из корзины, которую его мать привезла с цветами. Они сообщают об этом Махадеве, который просит их немедленно приехать в Хампи с коробкой и Айшварией. Но их путь оказывается перекрыт сильным человеком по имени Раакха, являющимся сыном египетской царицы Фатуни, который затем побеждён Шакти. После этого к нему приходят Махадева Рая и Свами, которые только сейчас впервые увидели его и отметили полное сходство с погибшим защитником храма. Сюжет возвращается в прошлое.
Отец Махадевы Виджайрая был раджой, который был чрезвычайно щедр и имел благословение богов, давшие ему силу, так что всякий раз, когда он касался камня, тот сиял ярким светом. Помимо 18 главных индуистких храмов, есть секретный храм, который защищает Индию, и только их семья знала об этом. Существует также защитник, который всегда охранял его. Его звали Рудра. Через каждые 27 лет они должны посетить секретный храм, где защитник выполнял несколько духовных обрядов. В тот раз, когда он начал их исполнять, египетский король Мухтар, который знал об этом, пришёл, чтобы разрушить храм. Защитник победил и убил Мухтара, но человек, который работал на отца Махадевы, Джанаки Варма обманул его и убил как защитника, так и Виджайраю. Он также украл меч (Маха Тришулам), необходимый для совершения обрядов. После того как был смертельно ранен, его жена родила мальчика, которого Рудра отдал своему верному слуге. Слуга попытался спасти мальчика, но обстоятельства заставили его бросить мальчика в реку. Затем мальчика нашла и усыновила бездетная пара. Этим мальчиком оказался Шакти. Узнав своё прошлое, он отправляется мстить.
Шакти прибывает в дом Джанаки, который в настоящее время является мультимиллионером. Он убивает Джанаки и получает меч. После этого он отправляется выполнять обряды, но его останавливает Фактуни и её могущественный сын Раакха, который возвращается и не может быть побеждён. Свами говорит ему, что сильного человека можно победить только, повредив глаза. Шакти убивает своего противника и совершает требуемые обряды в храме.

## В ролях
- НТР младший — Шакти Сваруп и его отец Рудра
- Иленана Де Круз — Айшвария Махадеварая
- Джеки Шрофф — Джанаки Варма, антагонист
- Сону Суд — Мукхтар, египетский фараон
- Пуджа Беди — Фатуни, египетская царица
- Прабху[англ.] — Махадеварая, отец Айшварии
- Нассер[англ.] — Свами, святой отшельник
- Али[англ.] — Томми, друг Айшварии
- Кришна Бхагаван[англ.] — Дэвуду / Дэвид, помощник Шакти
- Саяджи Шинде[англ.] — Шива, приёмный отец Шакти
- Прагати[англ.] — жена Шивы, приёмная мать Шакти
- Брахманандам[англ.] — Аватар, подручный Джанаки
- Видьют Джамвал[англ.] — младший сын Фатуни
- Манджари Пхаднис — Гаури, жена Рудры
- Винод Кумар — Прачанда
- Вену Мадхав — Сатти Бабу
- С. П. Баласубраманьям — раджа Виджайярая, отец Махадевараи
- Дхармаварапу Субраманьям — Субба Рао
- М. С. Нараяна — заключенный
- Даниэль — Раакха, старший сын Фатуни

## Саундтрек
| №                   | Название               | Исполнители                                                                  | Длительность |
| ------------------- | ---------------------- | ---------------------------------------------------------------------------- | ------------ |
| 1.                  | «Thalia Thaliya»       | Ранджит                                                                      | 5:16         |
| 2.                  | «Prema Desam»          | Хемачандра, Саиндхави                                                        | 4:36         |
| 3.                  | «Mathilega Pichhiga»   | Ранджит, Чинмайи                                                             | 4:00         |
| 4.                  | «Surro Surra»          | Джавед Али, Сучитра                                                          | 5:27         |
| 5.                  | «Yamaga Unde»          | Н. С. Карунья, Малавика                                                      | 4:22         |
| 6.                  | «Mahishasura Mardhini» | Шривардхини                                                                  | 5:52         |
| 7.                  | «Maharudra Shakti»     | Муралидхар, Ранджит, Хемачандра, Хануманта Рао, Рита, Саиндхави, Шривардхини | 3:30         |
| Общая длительность: | Общая длительность:    | Общая длительность:                                                          | 33:03        |

## Релиз
Фильм вышел в прокат не только на телугу, но и был дублирован на тамильском и хинди
Фильм с треском провалился в прокате, собрав только 19 крор рупий, несмотря на большой бюджет фильма.